# Ria de Viveiro

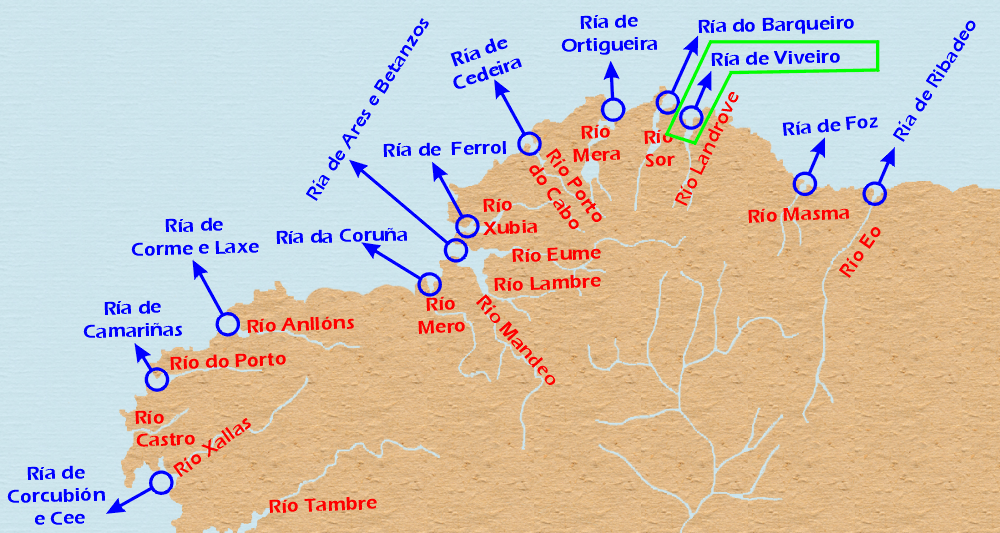
Localització de la ria de Viveiro (nord-est de Galícia)

La ria de Viveiro és una ria de la província de Lugo, a Galícia. Forma part de les Rías Altas i es troba entre la ria d'O Barqueiro i la ria de Foz, a la costa del mar Cantàbric.
Està formada per la desembocadura del riu Landro i es troba exclusivament al municipi de Viveiro. S'obren a la ria el port pesquer de la parròquia de Celeiro, la capital municipal i la zona residencial de segona residència de la parròquia de Covas.

## Galeria d'imatges

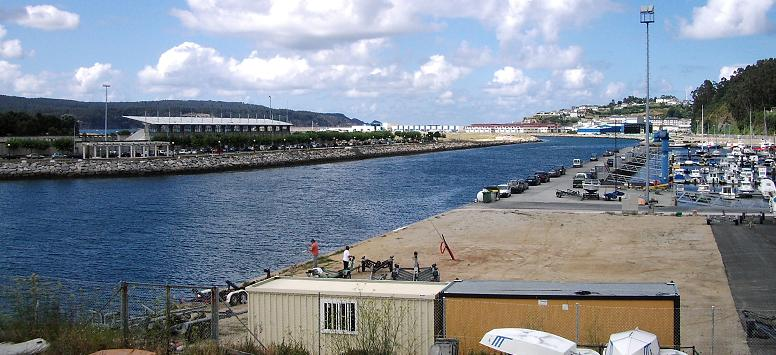
Canal de sortida de la ria
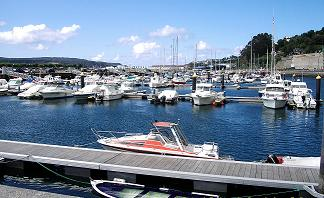
Vistes del port esportiu